# Air Scotland
Air Scotland — колишня шотландська бюджетна авіакомпанія, що базувалася в Глазго.
Здійснювала регулярні рейси з міжнародного аеропорту Глазго, аеропорту Единбурга, інших британських міст (Манчестера, Бірмінгема, Ньюкасла і ін.) в країни середземноморського регіону і Афіни. Air Scotland у своїй діяльності використовувала сертифікат повітряного оператора і ліцензію грецької компанії Greece Airways.

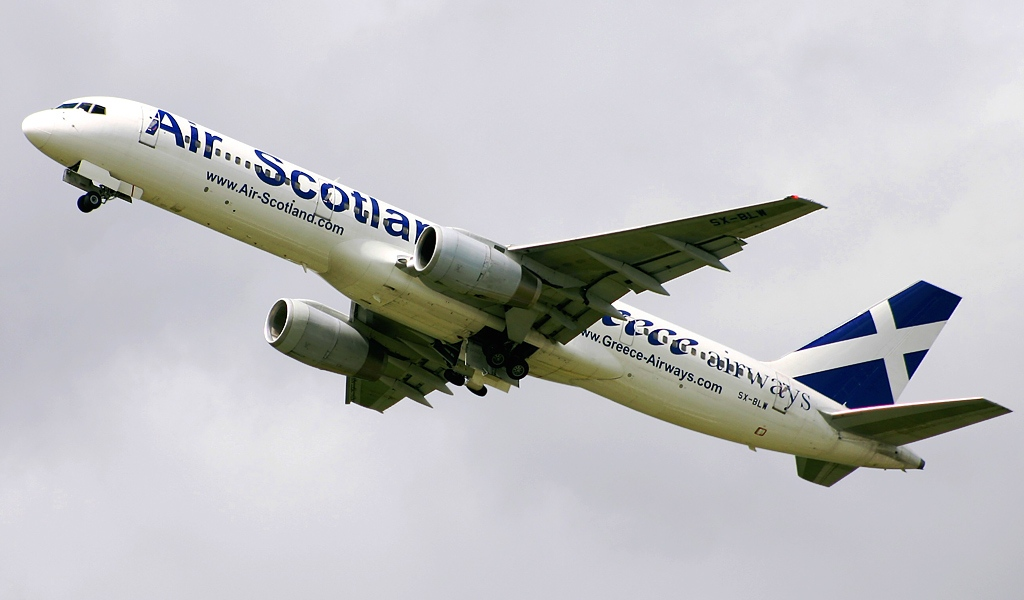
Air scotland Boeing 757

## Історія
Компанія була заснована в листопаді 2002 року бізнесменом іракського походження Діа Аль-Ані і почала здійснювати авіаперевезення на іспанські середземноморські курорти 29 березня 2003 року, використовуючи 2 літаки Boeing 757-200 авіакомпанії Electra Airlines. Air Scotland продавала квитки на рейси Electra Airlines до 25 квітня 2003 року, коли компанія BAA plc, найбільший у Великій Британії власник і оператор аеропортів, фактично заморозила діяльність Electra Airlines, заарештувавши її лайнери за борги. Air Scotland анулювала своє угоду з Electra Airlines і невдовзі уклала аналогічний договір з авіакомпанією Air Holland, яка погодилася продовжити перевезення на колишніх маршрутах Electra Airlines.
Співпраця з Air Holland була нетривалою. Після припинення цією авіакомпанією своєї діяльності у березні 2004 року Air Scotland почала використовувати сертифікат повітряного оператора, виданий грецькою владою компанії Greece Airways, що стала наступницею Electra Airlines після її банкрутства. Greece Airways також належала Аль-Ані, проте мала у своєму розпорядженні вже тільки один Boeing 757-200.
На початку 2005 Діа Аль-Ані продав Air Scotland іспанському готельному оператору H Top Hotels Group. Адміністративні складнощі, пов'язані зі зміною власника авіакомпанії, призвели до арешту єдиного літака Air Scotland в аеропорту Пальма-де-Мальорки за відмову оплатити рахунки за авіаційне паливо. Незабаром Air Scotland була змушена розлучитися зі своїм «Боїнгом» і взяти в лізинг «Аеробус А320».

## Напрями
- Аліканте (з Глазго і Манчестера);
- Афіни (Глазго);
- Барселона (з Глазго і Манчестера);
- Жерона (з Белфаста, Бірмінгема, Брістоля, Кардіффа, Донкастера, Глазго, Манчестер, Ньюкасла і Норіджа);
- Гран Канарія (з Глазго і Манчестера);
- Лансароте (з Глазго і Манчестера);
- Малага (з Глазго і Манчестера);
- Пальма (місто) (з Глазго і Манчестера).

## Флот
- 1 Airbus A320-211

Air Scotland мала у своєму розпорядженні всього один літак A320-211, що базувався в Глазго. У компанії були плани з придбання другого аналогічного лайнера, який повинен був базуватися в Жироні.